# Kwiecień (film 1961)
Kwiecień – polski film wojenny z 1961 r. w reżyserii Witolda Lesiewicza nakręcony na podstawie powieści Józefa Hena pod tym samym tytułem.

## Opis fabuły
Akcja filmu rozgrywa się w pierwszych miesiącach 1945 roku. Oddział II Armii Wojska Polskiego prowadzi przygotowania do forsowania Nysy Łużyckiej. Dowódca oddziału w czasie kłótni z podwładnym uderza go w twarz. Ten składa na przełożonego doniesienie do prokuratora dywizji.

## Obsada aktorska
- Maria Ciesielska – sanitariuszka Wanda Ruszkowska
- Henryk Bąk – podpułkownik Wacław Czapran
- Leszek Herdegen – chorąży Juliusz Szumibór
- Piotr Pawłowski – kapitan Tadeusz Hyrny, prokurator dywizji
- Tadeusz Kondrat – Bogusław Klukwa
- Franciszek Pieczka – strzelec Anklewicz
- Jerzy Turek – Jasiek, adiutant Hyrnego
- August Kowalczyk – major Lipiec
- Jan Kobuszewski – Paweł, adiutant Czaprana
- Andrzej Krasicki – kapelan
- Krzysztof Kowalewski – Sulikowski
- Jerzy Nowak – listonosz
- Jerzy Pichelski – lekarz
- Bolesław Płotnicki – major Kozłowski, zastępca Czaprana
- Witold Pyrkosz – porucznik Galicki
- Jolanta Czaplińska – radiotelegrafistka
- Wacław Kowalski – sanitariusz
- Józef Łodyński – żołnierz eskortujący Anklewicza
- Adam Perzyk – żołnierz
- Wojciech Rajewski – Heinrich Dampf, jeniec Klukwy
- Stanisław Tym – sanitariusz